# Pomologie

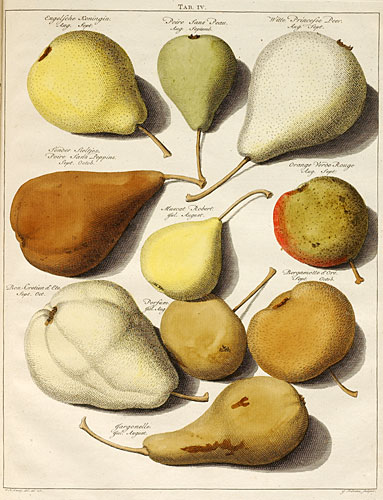
Illustration extraite de "Pomologie ou description des meilleures sortes de pommes et de poires." - Jean Herman Knoop 1771

La pomologie est une branche de l'arboriculture fruitière qui traite de la connaissance des fruits par leur description, identification, classification. 

## Étymologie
Le mot pomologie vient du latin pomus = fruit. Ou de Pomone, la divinité des fruits.

## Présentation de l'activité
Les premiers livres importants de pomologie sont apparus vers le XVIIIe siècle. Ils étaient souvent richement illustrés et étaient originaires principalement d'Allemagne et de France.
Le pomologue est une personne versée dans la pomologie ou simplement l'auteur de descriptions pomologiques.
Les premiers auteurs « pomologues » tels que La Quintinie (1624-1688), Johann Hermann Knoop (c.1700-1769) ou Henri Louis Duhamel du Monceau (1700-1782) n'ont pas seulement décrit les différentes variétés de fruits. Ils se sont souvent eux-mêmes employés à retrouver et conserver le patrimoine existant des vieilles variétés historiques puis à l'amélioration et à la création de nouvelles variétés.

## Pomologues célèbres
- Adrian Diel (1756-1839), médecin allemand
- Charles Downing
- Giorgio Gallesio
- Rudolf Goethe, Hermann Degenkolb et Reinhard Mertens: Aepfel und Birnen. Die wichtigsten deutschen Kernobstsorten, Berlin, Paul Parey, 1894
- Georg Kuphaldt
- Wilhelm Lauche - Deutsche Pomologie Pomologie en allemand en plusieurs séquences, 1882–1883
- André Leroy : voir la bibliographie
- Jean-Baptiste Van Mons,
- Royal Charles Steadman (1875-1964).

Un pomologue de fiction :
- Monsieur Homais, personnage du roman Madame Bovary de Gustave Flaubert : pharmacien à Yonville, il se pique de « pomologie »
- Ivan Mitchourine 1855-1935 (botaniste, généticien, pomologue, ingénieur) : voir la bibliographie

#### Production
- Pomme
- Poire
- Arboriculture fruitière
- Arbre fruitier

#### Association professionnelle
- Association nationale pommes poires

#### Étude des variétés anciennes
- Les Croqueurs de pommes
- Société pomologique de France
- Le Cidre et le Poiré
- Association pomologique de l'Ouest